# سامنر وایت
سامنر وایت (انگلیسی: Sumner White; ۱۷ نوامبر ۱۹۲۹ – ۲۴ اکتبر ۱۹۸۸) قایقران قایق بادبانی اهل ایالات متحده آمریکا بود.